# Daniel Narcisse
Daniel Narcisse (nascut el 16 de desembre de 1979 a Saint-Denis (illa de la Reunió)) és un jugador d'handbol francès.

## Biografia
La seva característica principal és la seva capacitat de saltar molt amunt, fins al punt que pot marcar gols per damunt de la defensa. Aquesta capacitat li ha valgut el renom de Air France, tant a França com a Alemanya, on va jugar pel THW Kiel (on va arribar en substitució de Nikola Karabatic).
Narcisse va ser internacional amb la selecció francesa d'handbol, amb la qual ha guanyat tots els títols importants: Campionat del món (dos cops, el 2001 i el 2009), Campionat d'Europa (dos cops, el 2006 i 2010) i els Jocs Olímpics (dos cops, el 2008 i 2012).
Va ser votat com a membre de l'All star team al Campionat d'Europa d'handbol masculí de 2008, en què França hi acabà tercera.
El 2012 fou nomenat Jugador de l'any de l'IHF.
En 2017 va guanyar el seu quart Campionat del món a França i poc després, el 6 de maig, va anunciar la seva retirada de l'equip nacional junt als seu company Thierry Omeyer.